# Famiglia di Don Ferdinando di Borbone-Parma
Il ritratto della Famiglia di Don Ferdinando di Borbone-Parma è un dipinto a olio su tela (293x500 cm) di Johann Zoffany, eseguito nel 1774 e conservato nel castello imperiale di Hofburg, a Innsbruck.

## Descrizione
L'opera d'arte rappresenta don Ferdinando I di Parma e sua moglie Maria Amalia d'Austria, in una stanza del Palazzo Reale di Colorno, presumibilmente in salotto, attorniati dai figli Maria Teresa di Borbone-Parma, 3 anni, vestita in un abito bianco e Ludovico di Borbone-Parma, 1 anno, futuro re d'Etruria, vicino al duca Ferdinando I di Parma si nota la sua mano sinistra che indica un altare con la scritta Maria Theresia Erzherzogin, è un omaggio alla madre della duchessa Amalia, Maria Teresa d'Austria, imperatrice d'Austria e regina d'Ungheria e Boemia. Anche vicino a Maria Amalia è presente uno stemma, sopra c'è incisa una frase : Erzherzogin Maria Amalia von Hosterreich, è un omaggio proprio ad Amalia, di origini austriache. Si nota che Ferdinando è in secondo piano, mentre Maria Amalia è in primo piano, questo perché Ferdinando volle regalare il dipinto alla madre di Amalia, Maria Teresa d'Austria.
L'opera è presumibilmente stata ritratta da Johann Zoffany, pittore alla corte di Parma dal 1773 al 1779, che dipinse molti ritratto della duchessa Amalia.